# Xylobosca neboissi
Xylobosca neboissi är en skalbaggsart som beskrevs av Vrydagh 1957. Xylobosca neboissi ingår i släktet Xylobosca och familjen kapuschongbaggar. Inga underarter finns listade i Catalogue of Life.